# Ångerstål
Ångerstål är i folktron ett apotropeiskt (ontavvärjande) föremål som en kniv eller annat vasst föremål av stål. Föremålet blev ett ångerstål när ägaren använt det på ett sätt som han sedan ångrat, genom att till exempel skada en annan människa. Ett ångerstål ansågs besitta särskilt starka magiska krafter och var vanliga föremål inom folkmedicinen.